# Sommerein
Sommerein là một thị trấn ở huyện Bruck an der Leitha trong bang Niederösterreich ở nước Áo. Đô thị này có diện tích 41,52 km², dân số năm 2001 là 1753 người.